# Кириловский сельский совет (Харьковская область)
Кириловский сельский совет — входит в состав Красноградского района Харьковской области Украины.
Административный центр сельского совета находится в селе Кирилловка.

## История
- 1920 — дата образования.

## Населённые пункты совета
- село Кирилловка
- село Высокое
- село Светлое
- село Червоное